# شول (وحدتية)
شول (بالفارسية: شول) هي قرية تقع في إيران في قسم وحدتية الريفي. يقدر عدد سكانها بـ 338 نسمة بحسب إحصاء 2016.